# Timberscombe
Timberscombe – wieś w Anglii, w hrabstwie Somerset, w dystrykcie (unitary authority) Somerset. Leży 76 km na południowy zachód od miasta Bristol i 241 km na zachód od Londynu. W 2001 miejscowość liczyła 514 mieszkańców.